# Tomigusuku
Tomigusuku (jap. 豊見城市 Tomigusuku-shi) – miasto w Japonii, w prefekturze Okinawa.
1 kwietnia 2002 wieś Tomigusuku została przekształcona w miasto.